# Малый дрозд
Малый дрозд, или малый короткоклювый дрозд (лат. Catharus minimus), — певчая птица семейства дроздовых.

## Описание
Малый дрозд длиной от 17 и 19 см. Размах крыльев составляет от 28 до 32 см. Масса варьирует от 26 до 34 г.
Верх окрашен в оливково-коричневый цвет, а низ — белый с серыми боками. Грудь бурая с более тёмными пятнами. У птицы розовые ноги, слабо выраженное серое окологлазное кольцо и серые щёки.

## Распространение
Малый дрозд гнездится в еловых лесах Аляски и северной Канады, а также на Чукотке. Зимует на севере Южной Америки.

## Питание
Птица ищет на земле насекомых и ягоды.

## Размножение
Кладка происходит один раз в год и состоит обычно из 4-х яиц. Они бледно-зелёного или бледно-голубого цвета с красными крапинами. Высиживает кладку обычно только самка. Период инкубации составляет от 12 до 14 дней. Птенцы встают на крыло через 11—13 дней.